# Костроґай
Костроґай (пол. Kostrogaj) — село в Польщі, у гміні Радзаново Плоцького повіту Мазовецького воєводства.
Населення — 188 осіб (2011).
У 1975—1998 роках село належало до Плоцького воєводства.

## Демографія
Демографічна структура станом на 31 березня 2011 року:
|          | Загалом | Допрацездатний вік | Працездатний вік | Постпрацездатний вік |
| -------- | ------- | ------------------ | ---------------- | -------------------- |
| Чоловіки | 95      | 21                 | 63               | 11                   |
| Жінки    | 93      | 14                 | 61               | 18                   |
| Разом    | 188     | 35                 | 124              | 29                   |